# Kościół katolicki we Włoszech
Kościół katolicki we Włoszech dzieli się na 42 metropolie, które z kolei dzielą się na 62 archidiecezje i 162 diecezje, w tym sześć diecezji suburbikarnych. Dodatkowym, pomocniczym szczeblem administracji kościelnej są regiony Konferencji Episkopatu Włoch, których jest szesnaście. Na terytorium Włoch występują również takie formy administracji kościelnej jak prałatura terytorialna i opactwo terytorialne. Daje to Włochom drugie miejsce na świecie, po Brazylii, pod względem liczby kościelnych jednostek administracyjnych w granicach jednego państwa.
Parafii we Włoszech jest ponad 25 tys.(w Polsce ok. 10 tys.). Liczba wspólnot zakonnych wynosi niemal 14 tys.  Wyraźna jest obecność Kościoła na polu oświaty i opieki społecznej: 
- Prowadzi on 3600 żłobków i przedszkoli.
- Istnieje ponad 1500 szkół katolickich (np. Centrum ELIS) i niemal tyle samo domów starców.
- Prowadzi wiele uniwersytetów, np. Papieski Uniwersytet Św. Krzyża, Papieski Uniwersytet Świętego Tomasza z Akwinu, Papieski Uniwersytet Gregoriański, Papieski Uniwersytet Laterański, Papieski Uniwersytet Salezjański, Antonianum (uczelnia rzymska), Papieski Uniwersytet Urbaniana.
- Kościół prowadzi ponad 250 ośrodków dla narkomanów[1].

Tradycyjnie silna jest też obecność Kościoła na polu kultury i mediów:
- Posiada on ponad 1500 bibliotek i niemal 800 muzeów.
- We Włoszech istnieje ponad 400 katolickich stacji radiowych i telewizyjnych,
- 225 wydawnictw katolickich
- przeszło 300 księgarń katolickich
- niemal 2 tys. katolickich czasopism[1], w tym dziennik Avvenire o nakładzie ponad 100 tys. egz, a także np. Fraternitas czy Acta Ordinis Fratrum Minorum.

Szczególną rolę w Kościele włoskim pełni papież, który - oprócz swej podstawowej funkcji głowy całego Kościoła katolickiego - jest równocześnie biskupem diecezjalnym diecezji rzymskiej oraz metropolitą metropolii rzymskiej. Struktury kościelne w San Marino (a formalnie także w Watykanie) są w sensie administracyjnym włączone do Kościoła włoskiego.

## Lista metropolii i diecezji rzymskokatolickich
w kolejności alfabetycznej nazw metropolii w języku włoskim

### Metropolia Agrigento
- Archidiecezja Agrigento
- Diecezja Caltanissetta
- Diecezja Piazza Armerina

### Metropolia Ancona-Osimo
- Archidiecezja Ancona-Osimo
- Diecezja Fabriano-Matelica
- Diecezja Jesi
- Diecezja Senigallia
- Prałatura terytorialna Loreto

### Metropolia Bari-Bitonto
- Archidiecezja Bari-Bitonto
- Archidiecezja Trani-Barletta-Bisceglie
- Diecezja Altamura-Gravina-Acquaviva delle Fonti
- Diecezja Andria
- Diecezja Conversano-Monopoli
- Diecezja Molfetta-Ruvo-Giovinazzo-Terlizzi

### Metropolia Benewentu
- Archidiecezja benewentyńska
- Archidiecezja Sant’Angelo dei Lombardi-Conza-Nusco-Bisaccia
- Diecezja Ariano Irpino-Lacedonia
- Diecezja Avellino
- Diecezja Cerreto Sannita-Telese-Sant’Agata de’ Goti
- Opactwo terytorialne Montevergine

### Metropolia Bolonii
- Archidiecezja Bolonii
- Archidiecezja Ferrara-Comacchio
- Diecezja Faenza-Modigliana
- Diecezja Imoli

### Metropolia Campobasso-Boiano
- Archidiecezja Campobasso-Boiano
- Diecezja Iserni-Venafro
- Diecezja Termoli-Larino
- Diecezja Trivento

### Metropolia Cagliari
- Archidiecezja Cagliari
- Diecezja Iglesias
- Diecezja Lanusei
- Diecezja Nuoro

### Metropolia Catanzaro-Squillace
- Archidiecezja Catanzaro-Squillace
- Archidiecezja Crotone-Santa Severina
- Diecezja Lamezia Terme

### Metropolia Katanii
- Archidiecezja Katanii
- Diecezja Acireale
- Diecezja Caltagirone

### Metropolia Chieti-Vasto
- Archidiecezja Chieti-Vasto
- Archidiecezja Lanciano-Ortona

### Metropolia Cosenza-Bisignano
- Archidiecezja Cosenza-Bisignano
- Archidiecezja Rossano-Cariati
- Diecezja Cassano all’Jonio
- Diecezja San Marco Argentano-Scalea

### Metropolia Fermo
- Archidiecezja Fermo
- Archidiecezja Camerino-San Severino Marche
- Diecezja Ascoli Piceno
- Diecezja Macerata-Tolentino-Recanati-Cingoli-Treia
- Diecezja San Benedetto del Tronto-Ripatransone-Montalto

### Metropolia Florencji
- Archidiecezja Florencji
- Diecezja Arezzo-Cortona-Sansepolcro
- Diecezja Fiesole
- Diecezja Pistoia
- Diecezja Prato
- Diecezja San Miniato

### Metropolia Foggia-Bovino
- Archidiecezja Foggia-Bovino
- Archidiecezja Manfredonia-Vieste-S. Giovanni Rotondo
- Diecezja Cerignola-Ascoli Satriano
- Diecezja Lucera-Troia
- Diecezja San Severo

### Metropolia Genui
- Archidiecezja Genui
- Diecezja Albenga-Imperia
- Diecezja Chiavari
- Diecezja La Spezia-Sarzana-Brugnato
- Diecezja Savona-Noli
- Diecezja Tortony
- Diecezja Ventimiglia-San Remo

### Metropolia Gorycji
- Archidiecezja Gorycji
- Diecezja Triestu

### Metropolia L’Aquila
- Archidiecezja L’Aquila
- Diecezja Avezzano
- Diecezja Sulmona-Valva

### Metropolia Lecce
- Archidiecezja Lecce
- Archidiecezja Brindisi-Ostuni
- Archidiecezja Otranto
- Diecezja Nardò-Gallipoli
- Diecezja Ugento-Santa Maria di Leuca

### Metropolia Messina-Lipari-Santa Lucia del Mela
- Archidiecezja Messina-Lipari-Santa Lucia del Mela
- Diecezja Nicosia
- Diecezja Patti

### Metropolia Mediolanu
- Archidiecezja Mediolanu
- Diecezja Bergamo
- Diecezja Brescii
- Diecezja Como
- Diecezja Crema
- Diecezja Cremony
- Diecezja Lodi
- Diecezja Mantui
- Diecezja Pawii
- Diecezja Vigevano

### Metropolia Modena-Nonantola
- Archidiecezja Modena-Nonantola
- Diecezja Carpi
- Diecezja Fidenza
- Diecezja Parmy
- Diecezja Piacenza-Bobbio
- Diecezja Reggio Emilia-Guastalla

### Metropolia Neapolu
- Archidiecezja Neapolu
- Archidiecezja Kapui
- Archidiecezja Sorrento-Castellammare di Stabia
- Diecezja Acerra
- Diecezja Alife-Caiazzo
- Diecezja Aversa
- Diecezja Caserta
- Diecezja Ischia
- Diecezja Nola
- Diecezja Pozzuoli
- Diecezja Sessa Aurunca
- Diecezja Teano-Calvi
- Prałatura terytorialna Pompei

### Metropolia Oristano
- Archidiecezja Oristano
- Diecezja Ales-Terralba

### Metropolia Palermo
- Archidiecezja Palermo
- Archidiecezja Monreale
- Diecezja Cefalù
- Diecezja Mazara del Vallo
- Diecezja Trapani

### Metropolia Perugia-Città della Pieve
- Archidiecezja Perugii-Città della Pieve
- Diecezja Asyżu-Nocera Umbra-Gualdo Tadino
- Diecezja Città di Castello
- Diecezja Foligno
- Diecezja Gubbio

### Metropolia Pesaro
- Archidiecezja Pesaro
- Archidiecezja Urbino-Urbania-Sant’Angelo in Vado
- Diecezja Fano-Fossombrone-Cagli-Pergola

### Metropolia Pescara-Penne
- Archidiecezja Pescara-Penne
- Diecezja Teramo-Atri

### Metropolia Pizy
- Archidiecezja Pizy
- Diecezja Livorno
- Diecezja Massa Carrara-Pontremoli
- Diecezja Pescia
- Diecezja Volterra

### Metropolia Potenza-Muro Lucano-Marsico Nuovo
- Archidiecezja Potenza-Muro Lucano-Marsico Nuovo
- Archidiecezja Acerenza
- Archidiecezja Matera-Irsina
- Diecezja Melfi-Rapolli-Venosy
- Diecezja Tricarico
- Diecezja Tursi-Lagonegro

### Metropolia Ravenna-Cervia
- Archidiecezja Ravenna-Cervia
- Diecezja Cesena-Sarsina
- Diecezja Forlì-Bertinoro
- Diecezja Rimini
- Diecezja San Marino-Montefeltro

### Metropolia Reggio Calabria-Bova
- Archidiecezja Reggio Calabria-Bova
- Diecezja Locri-Gerace
- Diecezja Mileto-Nicotera-Tropea
- Diecezja Oppido Mamertina-Palmi

### Metropolia rzymska
- Diecezja rzymska
- Diecezja Albano
- Diecezja Frascati
- Diecezja Palestrina
- Diecezja Porto-Santa Rufina
- Diecezja Sabina-Poggio Mirteto
- Diecezja Velletri-Segni
- Archidiecezja Gaeta
- Diecezja Anagni-Alatri
- Diecezja Civita Castellana
- Diecezja Civitavecchia-Tarquinia
- Diecezja Frosinone-Veroli-Ferentino
- Diecezja Latina-Terracina-Sezze-Priverno
- Diecezja Rieti
- Diecezja Sora-Cassino-Aquino-Pontecorvo
- Diecezja Tivoli
- Diecezja Viterbo
- Opactwo terytorialne Montecassino
- Opactwo terytorialne Santa Maria di Grottaferrata
- Opactwo terytorialne Subiaco

### Metropolia Sassari
- Archidiecezja Sassari
- Diecezja Alghero-Bosa
- Diecezja Ozieri
- Diecezja Tempio-Ampurias

### Metropolia Salerno-Campagna-Acerno
- Archidiecezja Salerno-Campagna-Acerno
- Archidiecezja Amalfi-Cava de’ Tirreni
- Diecezja Nocera Inferiore-Sarno
- Diecezja Teggiano-Policastro
- Diecezja Vallo della Lucania
- Opactwo terytorialne Santissima Trinità di Cava de’ Tirreni

### Metropolia Siena-Colle di Val d’Elsa-Montalcino
- Archidiecezja Siena-Colle di Val d’Elsa-Montalcino
- Diecezja Grosseto
- Diecezja Massa Marittima-Piombino
- Diecezja Montepulciano-Chiusi-Pienza
- Diecezja Pitigliano-Sovana-Orbetello

### Metropolia Syrakuz
- Archidiecezja Syrakuz
- Diecezja Noto
- Diecezja Ragusa

### Metropolia Taranto
- Archidiecezja Taranto
- Diecezja Castellaneta
- Diecezja Oria

### Metropolia Turynu
- Archidiecezja Turynu
- Diecezja Acqui
- Diecezja Alba Pompeia
- Diecezja Aosta
- Diecezja Asti
- Diecezja Cuneo-Fossano
- Diecezja Ivrea
- Diecezja Mondovì
- Diecezja Pinerolo
- Diecezja Saluzzo
- Diecezja Susa

### Metropolia Trydentu
- Archidiecezja Trydentu
- Diecezja Bolzano-Bressanone

### Metropolia Udine
- Archidiecezja Udine

### Metropolia Wenecji
- Patriarchat Wenecji
- Diecezja Adria-Rovigo
- Diecezja Belluno-Feltre
- Diecezja Chioggia
- Diecezja Concordia-Pordenone
- Diecezja Padwy
- Diecezja Treviso
- Diecezja Werony
- Diecezja Vicenzy
- Diecezja Vittorio Veneto

### Metropolia Vercelli
- Archidiecezja Vercelli
- Diecezja Alessandria della Paglia
- Diecezja Biella
- Diecezja Casale Monferrato
- Diecezja Novara

### Podległe bezpośrednio Stolicy Apostolskiej
- Archidiecezja Lukki
- Archidiecezja Spoleto-Norcia
- Diecezja Orvieto-Todi
- Diecezja Terni-Narni-Amelia
- Opactwo terytorialne Monte Oliveto Maggiore
- Ordynariat polowy Włoch

## Kościół obrządku bizantyjsko-włoskiego
- Opactwo terytorialne Santa Maria di Grottaferrata (podlega metropolii rzymskiej)
- Podległe bezpośrednio Stolicy Apostolskiej:
- Eparchia Lungro degli Italo-Albanesi
- Eparchia Piana degli Albanesi